# 孟冰
孟冰（1956年10月—），男，中华人民共和国剧作家，一级编剧，中国戏剧家协会副主席，原中国人民解放军总政治部话剧团团长。